# Jesús Piñero
Jesús Toribio Piñero Jiménez (Carolina, 6 aprile 1897 – Loíza, 16 novembre 1952) è stato un politico portoricano.
Nel 1946 il presidente Truman lo nominò governatore, ed egli fu, di conseguenza, il primo governatore di Porto Rico di origine portoricana. Fu l'ultimo governatore nominato dal presidente statunitense e non eletto dal popolo.